# 간식
간식(間食)은 끼니와 끼니 사이에 간단히 먹는 군음식이다. 간식은 삼시 세끼보다는 적은 양을 먹지만, 많은 양을 먹을 때에는 시간대에 따라 아침겸 점심(브런치), 저녁식사 후 먹는 것은 밤참이라고 한다. 대한민국에서 간식은 일반적으로 유치원 때부터 먹게 된다. 유치원생들은 간식으로 과자, 주스 같은 것을 먹으며, 자라서도 과자, 음료수를 먹는다. 이런 식습관을 염려해 학교에서 탄산음료를 없애는 정책이 나오기도 했다. 업무상 몸을 많이 움직이는 체력소모가 많은 직군에서는 3끼 식사 사이에 간식을 먹거나 고용주가 간식을 제공하기도 한다.

## 간식 종류
- 주스
- 음료수
- 우유
- 빵
- 과자
- 케이크
- 아이스크림
- 사탕
- 초콜릿
- 젤리
- 과일

## 같이 보기
- 군것질
- 주전부리